# Antal Révay
Graaf Antal Révay van Szklabina en Blatnica (Slowaaks: Anton Révai) (Turčianska Štiavnička, ° 6 maart 1718 - Močenok, † 26 december 1783), was een rooms-katholieke priester en doctor in de theologie. Hij was bisschop van Rožňava vanaf 1776, en bisschop van Nitra vanaf 1780 tot aan zijn dood.

## Biografie

### Afkomst
Antal Révay was als tweede kind geboren in een belangrijke adellijke familie. Hij was een zoon van Péter Révay en gravin Krisztina Eszterházy de Galántha (°1693 - † 1746). De vader, Péter Révay, had op 17 juni 1723 -dit is vijf jaar na de geboorte van Antal- de Hongaarse adellijke titel van graaf verkregen en was bestuurder van het comitaat Turóc.
Een neef van Antal, met name Ján Révay (° 7 augustus 1748 - † 9 januari 1806) werd later, van 1787 tot 1806, bisschop van Spiš.

### Studie
Op 9 november 1737 ging de jonge Antal naar het seminarie in Trnava en studeerde er filosofie. Het jaar nadien vertrok hij naar Wenen om er in het Pázmáneum godsdienstwetenschappen te studeren. Als student-priester werd hij in 1741 proost van het dorp Gyulafirátót (Veszprém).

### Priester
Antal Révay werd op 12 maart 1741 priester gewijd. Twee jaar later, op 22 januari 1743, werd hij benoemd als kanunnik in Bratislava en in 1744 volgde een aanstelling als proost in Nové Mesto nad Váhom. Na bijna elf jaar priesterschap werd hij op 9 januari 1752 kanunnik in Esztergom en enkele weken later, op 31 januari, werd hij bovendien aangesteld als aartsdiaken van Šaštín-Stráže.

### Bisschop

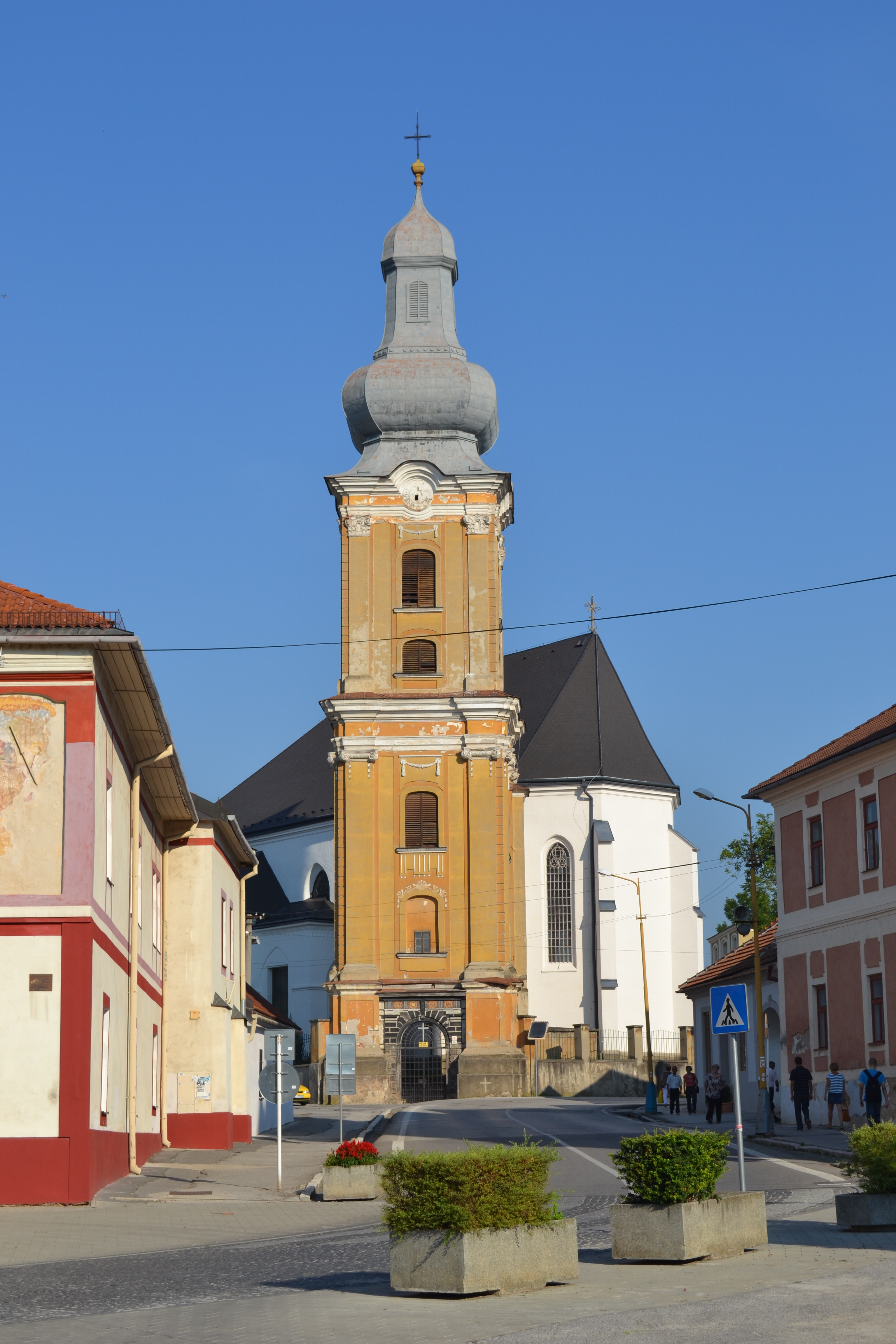
De kathedraal van Rožňava

#### Coadjutor
Antal Révay werd op 20 mei 1754 benoemd als hulpbisschop van het aartsbisdom Esztergom. Kort nadien lauwerde de kerkelijke overheid hem met de graad van titulair bisschop van Milevum.

#### Bisdom Rožňava
Spoedig na de creatie van het bisdom Rožňava begin 1776, werd Antal Révay op 19 april geselecteerd als bisschop. Dit gebeurde nadat zijn voorganger, Ján Galgóczy, die aangesteld was op 15 januari, reeds na amper twee maanden, op 6 april, in Trnava de laatste adem uitblies.
De benoeming van bisschop Révay werd op 16 september officieel bevestigd. Hij nam het bisdom canoniek over op 21 november 1776.
Kort na zijn aantreden nam hij in 1778 het initiatief voor de constructie van een nieuw gebouw voor het gymnasium van Rožňava.

#### Bisdom Nitra
Nadat Antal Revay op 23 juni 1780 werd voorgesteld als bisschop voor het bisdom Nitra, oefende hij daar zijn ambt uit. De officiële benoeming volgde op 18 september van hetzelfde jaar.

### Overlijden
Wegens zijn gevorderde leeftijd was bisschop Revay slechts gedurende enkele jaren de leider van het diocees Nitra. Hij overleed op 26 december 1783.